# 秋元広行

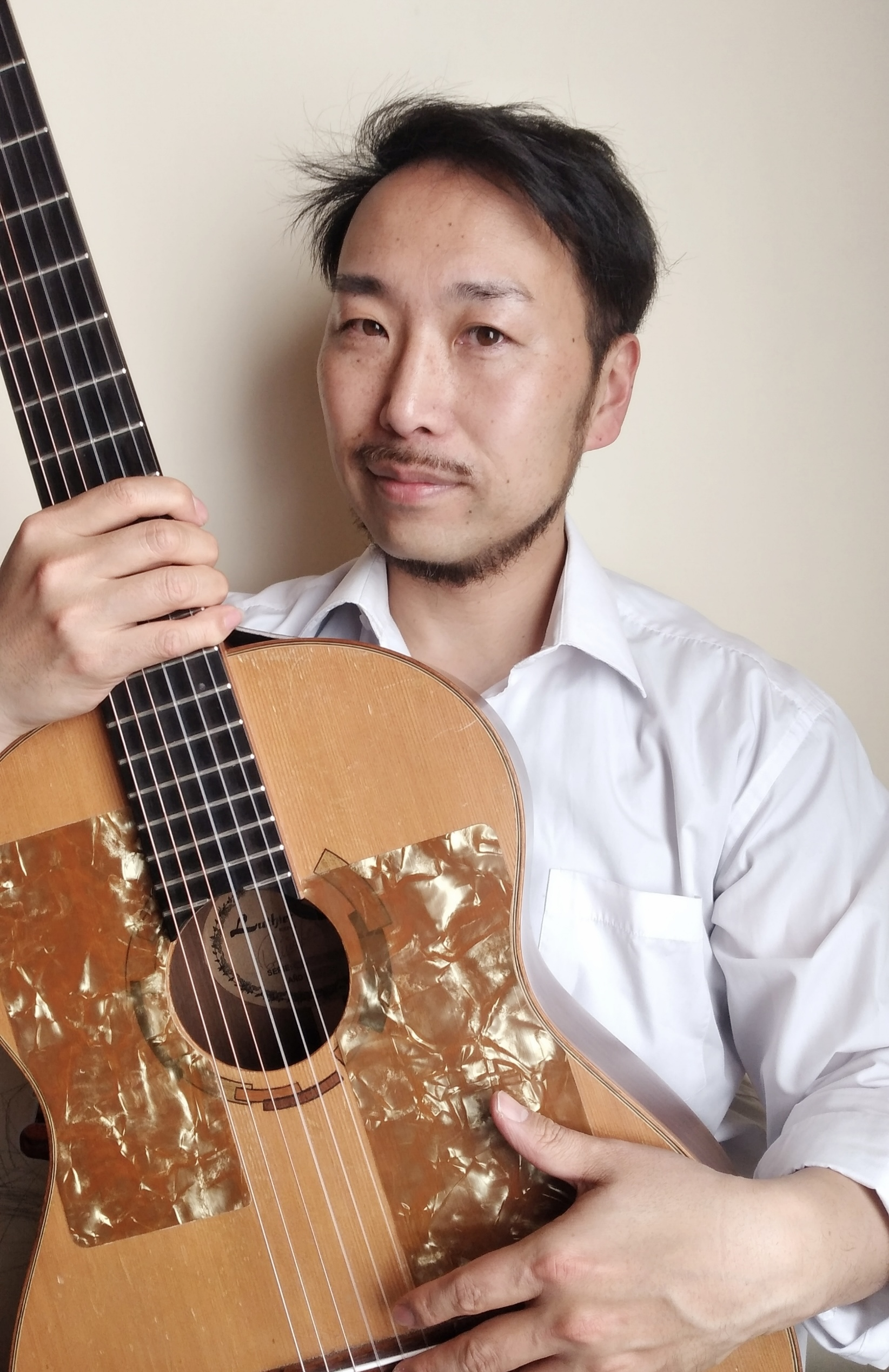

秋元広行 (あきもと ひろゆき、Hiroyuki Akimoto、 1977年2月11日 - ) はフォルクローレ歌手、作詞家、作曲家、通訳&翻訳家、日本語教師、ツアーガイド、楽器販売店店主。 

## 人物
兵庫県加西市で生まれ、大阪で育つ。創価大学時代にラテンアメリカ音楽研究会に入りフォルクローレに魅せられ、卒業後は単身ボリビアに渡る。ギターをフアン・カルロス、声楽をコチャバンバ国立音楽学校校長の藤井康一に師事。ラパス市在住 (2000年4月 - 現在)で、10年目となる2010年より毎年日本へ帰国しては様々な音楽家とコンサートを行う。

好きな食べ物は、うどん、レチョン。
所属グループ (2025年現在)は、アナタボリビア (Anata Bolivia)とワイラハポナンデス (Wayra JaponAndes)、3人アンデス。
これまでこの3グループにて発表したCDは15枚。

日本のメディアにも何度か紹介されている。
・ytv「グッと！地球便」
・テレビ東京「世界のヘンピな所でがんばる日本人」
・テレビ朝日「タモリ倶楽部」
・NHK BS「地球テレビエルムンド」
2005年10月20日 ボリビア人メンバー5名と共にアナタボリビアを結成。
2009年 ボリビアフォルクローレ版グラミー賞と呼ばれる「シコンボル(CICOMBOL)」にて様々な賞にノミネートされる。
2010年 オランダのマクシマ皇太子妃（当時）が出席の夕食会（デン・ハーグ）でボリビアの代表として演奏。
2010年 民主音楽協会の招へいによりアナタボリビアとして初めての日本ツアーを行う。
2012年 内閣国家官房室(当時)より、「世界で活躍し『日本』を発信する日本人」63名に選出、表彰される。
2015年 ボリビアフォルクローレ版グラミー賞と呼ばれる「シコンボル(CICOMBOL)」にて3賞にノミネートされる。
2015年12月 ボリビア在住の日本人音楽家3名と共に「ワイラハポナンデス」を結成する。日本の名曲をボリビアのフォルクローレに乗せて演奏している。これまでボリビア国内とエクアドルツアーを行った。
2019年より現在まで　サンポーニャ奏者の岡田浩安とチャランゴ奏者の桑原健一と共に「3人アンデス」を結成し、日本ツアーを行なっている。
2023年 ボリビア多民族国下院議員議会より、「アナタボリビア」として18年間のボリビア音楽普及活動を称え「感謝状」が送られる。アナタボリビアとして6度目の日本ツアーを行う。